# Tiempo pasado
Tiempo pasado (título original en inglés: Past Tense) es un thriller del autor británico Lee Child.  Es la vigésimo tercera novela de la saga de Jack Reacher. Fue publicada originalmente en 2018 por Delacorte Press. En Argentina y España fue coeditada, en 2019, por Blatt & Ríos y Eterna Cadencia, con la traducción de Aldo Giacometti.

## Sinopsis
Al finalizar el verano, Jack Reacher planea recorrer Estados Unidos desde Maine hasta California siguiendo el curso del sol. En el camino descubre el lugar de nacimiento de su padre. Intrigado,  Reacher se desvía. En paralelo, dos canadienses viajan hacia Nueva York para hacer negocios y un desperfecto en su auto los obliga a detenerse en un motel aislado. La investigación de Reacher sobre su padre se mezcla con el hilo de los canadienses y, poco a poco, el héroe se verá inmerso, nuevamente, en escenarios que pondrán a prueba sus habilidades y su capacidad de lidiar con el pasado.

## Recepción
Respecto a la edición en español, el diario Clarín afirmó que "En Tiempo pasado, Lee Child ofrece una nueva y potente entrega de su célebre investigador Jack Reacher". El diario Infobae, en su nota de 2019, que "Jack Reacher nunca defrauda". Por su parte, El periódico se refirió a la novela como "Una brillante trama de intriga" y "Un nuevo superventas con una calidad exquisita".
The New York Times se refirió a Lee Child como “El mejor escritor de thrillers del momento”. Según el diario El País, "Child tiene una imaginación fértil y una responsabilidad que lo lleva a trabajar duramente en el plano informativo de cada título”.